# أولاد عمني
أولاد عمني قبيلة من قبائل ولاية أدرار (موريتانيا) تنتسب إلى عمني بن آكشار بن آكمتار بن غيلان بن يحيى بن عثمان بن مغفر بن أدي بن حسان، وفيهم بيت الإمارة وينقسمون إلى أولاد حَمُّو وأولاد بوبَّ.

## أولاد حَمُّو
وفيهم بيت الإمارة قديما من 1689 إلى 1732 م وأشهرهم الأمير عبد الرحمن ولد حمو

## أولاد بوبَّ
وفيهم بيت الإمارة منذ 1732 م إلى اليوم وأول أمرائهم عثمان ولد لفظيل وأشهر أمرائهم سيد أحمد ولد أحمد عيدة شهيد وديان الخروب.

[بحاجة لمصدر]